# Гаррогейт (Теннессі)
Гаррогейт (англ. Harrogate) — місто (англ. city) в США, в окрузі Клейборн штату Теннессі. Населення — 4400 осіб (2020).

## Географія
Гаррогейт розташований за координатами 36°34′28″ пн. ш. 83°38′47″ зх. д. / 36.57444° пн. ш. 83.64639° зх. д. (36.574404, -83.646514).  За даними Бюро перепису населення США в 2010 році місто мало площу 19,75 км², уся площа — суходіл.

## Демографія
Згідно з переписом 2010 року, у місті мешкало 4389 осіб у 1535 домогосподарствах у складі 1082 родин. Густота населення становила 222 особи/км².  Було 1685 помешкань (85/км²).
Расовий склад населення:
| - 94,2 % — білих - 2,1 % — чорних або афроамериканців - 2,0 % — азіатів - 0,3 % — корінних американців - 0,1 % — вихідців з тихоокеанських островів |

До двох чи більше рас належало 1,2 %. Частка іспаномовних становила 0,7 % від усіх жителів.
За віковим діапазоном населення розподілялося таким чином: 17,1 % — особи молодші 18 років, 65,8 % — особи у віці 18—64 років, 17,1 % — особи у віці 65 років та старші. Медіана віку мешканця становила 39,4 року. На 100 осіб жіночої статі у місті припадало 88,9 чоловіків;  на 100 жінок у віці від 18 років та старших — 88,3 чоловіків також старших 18 років.
Середній дохід на одне домашнє господарство  становив 59 772 долари США (медіана — 56 979), а середній дохід на одну сім'ю — 68 635 доларів (медіана — 65 804). За межею бідності перебувало 9,3 % осіб, у тому числі 11,9 % дітей у віці до 18 років та 9,8 % осіб у віці 65 років та старших.
Цивільне працевлаштоване населення становило 1715 осіб. Основні галузі зайнятості: освіта, охорона здоров'я та соціальна допомога — 36,0 %, роздрібна торгівля — 14,5 %, виробництво — 12,0 %.